# Souvrství Su-pa-š’

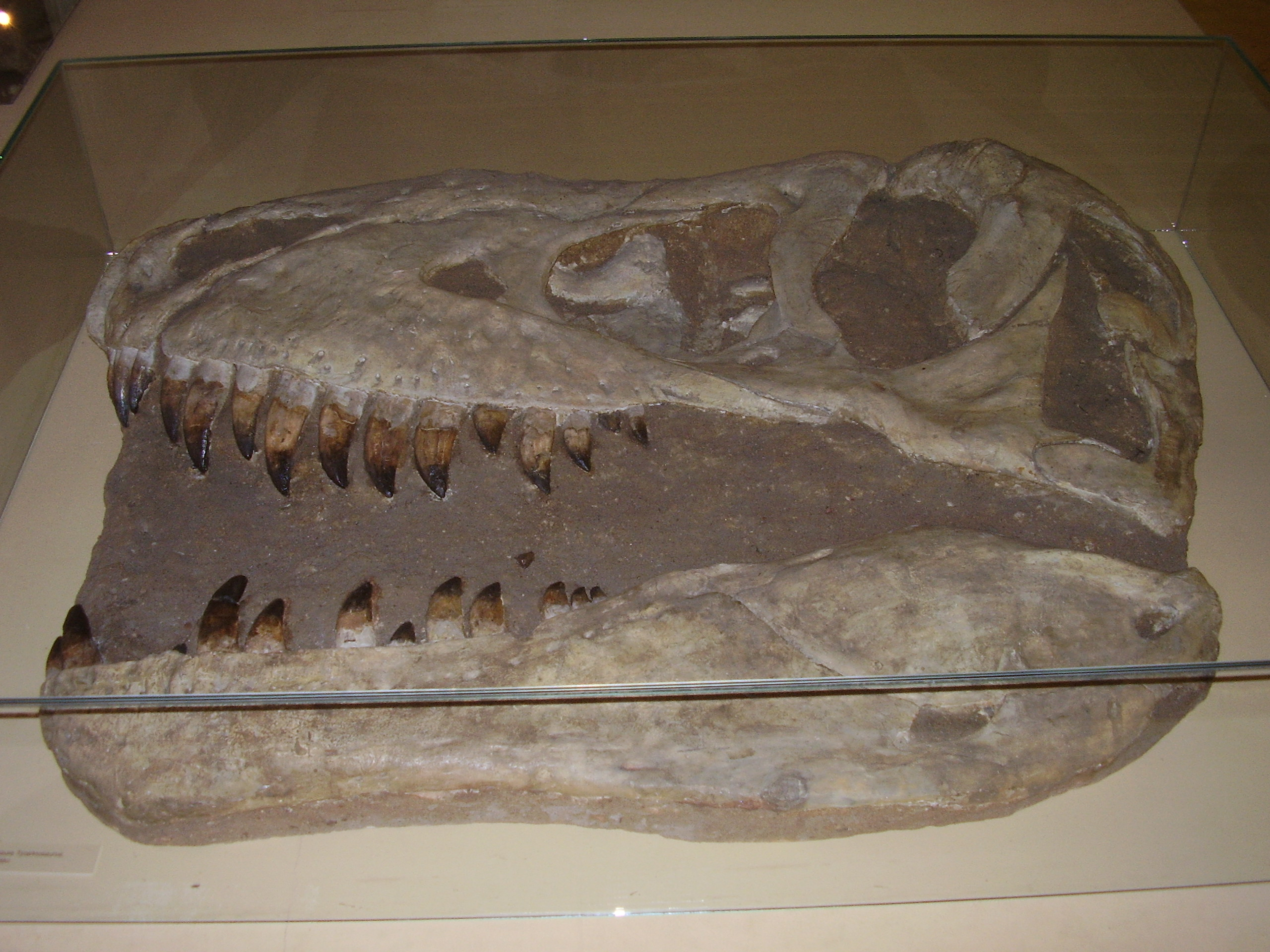
Zástupcem megafauny tohoto souvrství byl také obří teropod druhu Tarbosaurus bataar.

Souvrství Su-pa-š’ (čínsky pchin-jinem Sūbāshí zǔ, znaky zjednodušené 苏巴什组) je druhohorní geologická formace, jejíž sedimentární výchozy se rozkládají na území Ujgurské autonomní oblasti Sin-ťiang na severozápadě Číny. Toto souvrství je vědecky zkoumáno od roku 1977 a byly v něm objeveny početné druhů pozdně křídových dinosaurů (sauropodů, teropodů i ptakopánvých) a také zkamenělých dinosauřích vajec.

## Popis
Mocnost sedimentů dosahuje až kolem 500 metrů a jejich stáří činí zhruba 86 až 66 milionů let (geologický věk kampán až maastricht, pozdní křída). Sedimenty představují zejména pískovec, v menší míře pak také jílovec.

## Dinosauři

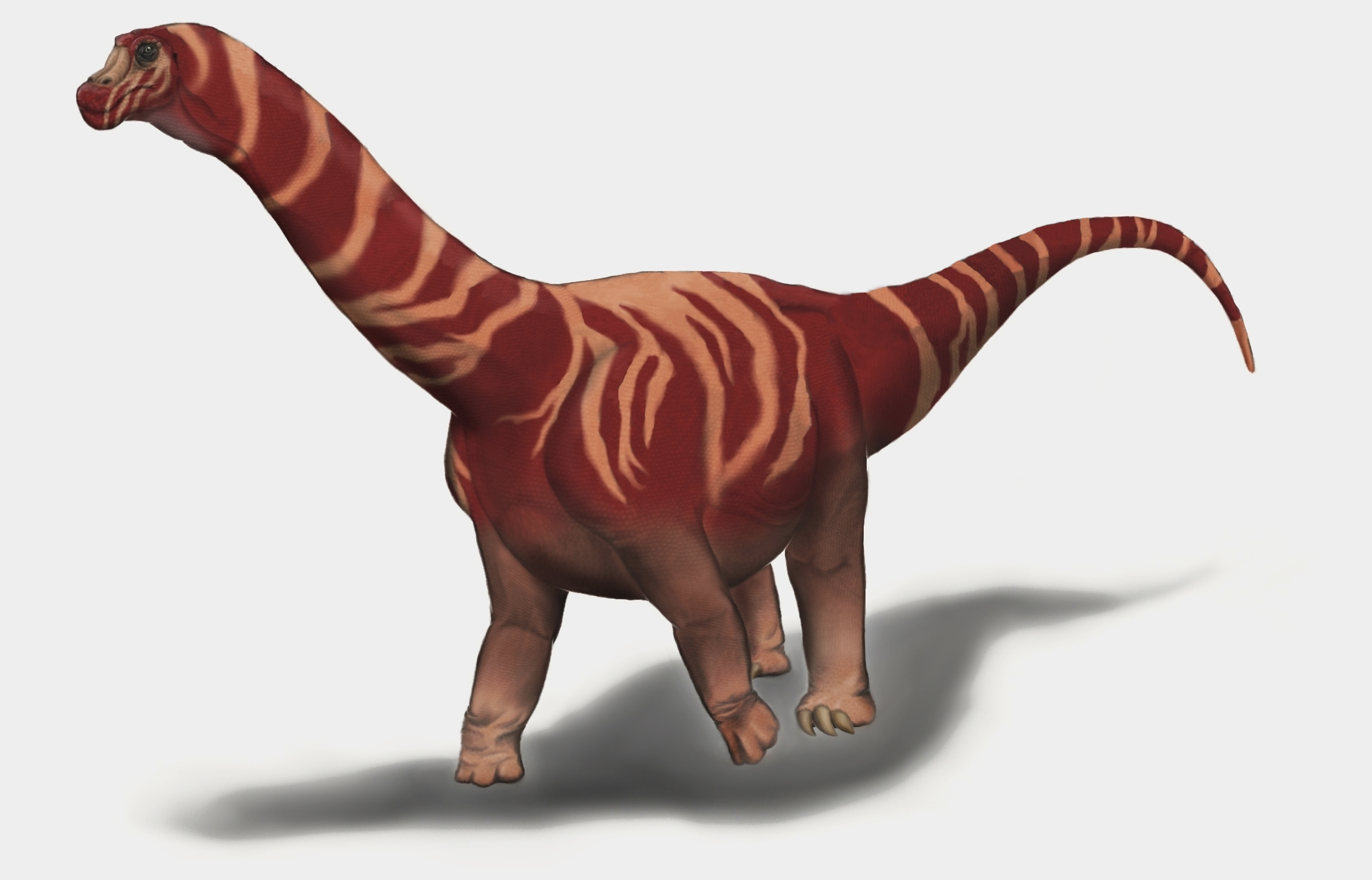
Nemegtosaurus byl sauropodní dinosaurus, vyskytující se patrně i v ekosystémech tohoto souvrství.

- Euoplocephalus sp.

- Jaxartosaurus sp.

- Nemegtosaurus pachi

- Tarbosaurus bataar[3]

- ?Tyrannosaurus turpanensis

- Coelurosauria indet.

- Titanosauridae indet.

### Fosilní vejce
- Elongatoolithus andrewsi

- Elongatoolithus elongatus

- Ovaloolithus turpanensis